# 藍腹彩短鯛
藍腹彩短鯛，為輻鰭魚綱鱸形目隆頭魚亞目慈鯛科的其中一種，分布於非洲剛果河下游流域，體長可達4.4公分，棲息在底層急流水域，屬肉食性，以蠕蟲、甲殼類及昆蟲為食，生活習性不明，可作為觀賞魚。

## 擴展閱讀
維基物種上的相關：藍腹彩短鯛